# Dikraneura torta
Dikraneura torta är en insektsart som beskrevs av Delong och Caldwell 1937. Dikraneura torta ingår i släktet Dikraneura och familjen dvärgstritar.
Artens utbredningsområde är Arizona. Inga underarter finns listade i Catalogue of Life.